# László Erdős
Pour les articles homonymes, voir Erdős.
László Erdős (né le 14 avril 1966 à Budapest) est un physicien mathématicien hongrois.

## Formation et carrière
Erdős étudie les mathématiques à l'université Loránd-Eötvös de Budapest, obtenant son diplôme en 1990 avec Domokos Szasz (A mechanical model of the Brownian motion: the Rayleigh gas). En 1994, il obtient son doctorat avec Elliott Lieb à l'université de Princeton avec une thèse intitulée Magnetic Lieb-Thirring Inequalities And Estimates On Stochastic Oscillatory Integrals et il est ensuite boursier postdoctoral à l'ETH Zurich en 1994/95. De 1995 à 1998, il est chercheur invité puis professeur adjoint au Courant Institute of Mathematical Sciences de l'Université de New York et à partir de 1998 professeur adjoint, à partir de 2001 professeur associé et de 2003 à 2004 professeur au Georgia Institute of Technology. Parallèlement, à partir de 2003, il est professeur à l'Université Louis-et-Maximilien de Munich, après avoir obtenu son habilitation à l'Université de Vienne en 2001 (Asymptotic analysis of complex quantum problems). Il a également été membre de l'Institute for Advanced Study de Princeton, New Jersey, 2013-2014. Depuis 2013, il travaille comme professeur à l'Institut autrichien des sciences et technologies (ISTA) à Klosterneuburg. 
Il a été chercheur invité à l'université Harvard, à l'université Stanford, aux universités de Copenhague et d'Aarhus, à l'Academia Sinica et au Centre d'études théoriques de Taïwan, à l'Institut Fourier de Grenoble, à l'ETH Zürich (1997) et à l'Institut international Erwin-Schrödinger pour la physique mathématique de Vienne.

## Travaux
Les recherches d'Erdős s'orientent vers la physique mathématique, en particulier la mécanique quantique à plusieurs corps, les systèmes quantiques désordonnés systèmes quantiques désordonnés et les matrices aléatoires.
Erdős travaille sur la justification mathématique rigoureuse de la vision fondamentale d'Eugene Wigner selon laquelle les grands systèmes quantiques complexes ont des propriétés universelles correspondant au spectre de grandes matrices aléatoires et ne dépendent que de leur symétrie de base et non des détails des modèles physiques. Cela a été confirmé numériquement à plusieurs reprises; ce qui manque, ce sont des preuves rigoureuses dans un système physique réaliste et une compréhension du mécanisme sous-jacent. Erdős a fait des progrès sur de grandes matrices aléatoires avec des éléments de matrice (de) indépendamment uniformes et également sur des entrées corrélées. En plus des propriétés universelles des matrices aléatoires, il a traité des inégalités magnétiques de Lieb-Thirring, du mouvement brownien dans le cas de la mécanique classique et quantique, de l'équation de Gross-Pitaevskii pour les condensats de Bose-Einstein  et de la dérivation d'équations cinétiques telles comme l'équation de Boltzmann de la mécanique quantique (équation de Schrödinger). Erdős a publié avec Jan Solovej (de), Manfred Salmhofer (de) et Horng-Tzer Yau, entre autres.
Il a contribué à de nombreuses revues, dont Communications in Mathematical Physics, Journal of Statistical Physics, Probability Theory and Related Fields, Annals of Probability, Communications on Pure and Applied Mathematics, Duke Mathematical Journal ou encore Annals of Mathematics, Journal of the American Mathematical Society, Acta Mathematica et Inventiones Mathematicae.

## Prix, distinctions et adhésions
En tant qu'étudiant, il fait partie de l'équipe hongroise aux Olympiades internationales de mathématiques de 1983 (médaille d'argent) et de 1984 (médaille de bronze) et aux Olympiades internationales de physique de 1984 (médaille de bronze). En tant qu'étudiant, il est plusieurs fois lauréat du concours de mathématiques M. Schweitzer et du concours de mathématiques F. Riesz. En 1995, il reçoit le prix Geza Grünwaldt de la Société mathématique de Hongrie. Il est conférencier invité au 5e Congrès européen de mathématiques à Amsterdam en 2008 (Derivation of the Gross-Pitaevskii-Equation for the dynamics of the Bose-Einstein condensate). En 2012, il est professeur invité Aisenstedt à Montréal. En 2014, il est conférencier invité au Congrès international des mathématiciens de Séoul avec une conférence intitulée Random matrixs, log gas and Hölder regularity. En 2000, il est conférencier invité au Congrès international de physique mathématique à Londres (On the derivation of quantum kinetic equations from Schrödinger equation) et en 2009, il donne une conférence plénière au Congrès international de physique mathématique à Prague (Bulk universality for Wigner random matrices). En 2015, Erdős est élu à l'Academia Europaea et membre correspondant de l'Académie autrichienne des sciences,. Cette institution lui décerne le prix Erwin-Schrödinger pour 2020, conjointement avec Markus Arndt. En 2016, il devient membre étranger de l'Académie hongroise des sciences. En 2017, il reçoit le prix Eisenbud de l'AMS, avec Horng-Tzer Yau. En 2019 il donne une conférence au congrès Dynamics, Equations and Applications (DEA 2019)
Il est coéditeur du Journal of Mathematical Physics depuis 2012 et du Journal of Statistical Physics depuis 2008. Il a également été rédacteur en chef notamment de Communications in Mathematical Physics, Probability Theory and Related Fields et Journal of Functional Analysis,,. Il est l'un des scientifiques les plus cités de l'ISI.
Il siège au conseil d'administration de l'Association internationale de physique mathématique (IAMP) et en est le trésorier depuis 2009.
Il n'est pas apparenté à Paul Erdős.

## Publications
- Recent developments in quantum mechanics with magnetic fields. Proc. Symp. Pure Math., vol 76, American Mathematical Society 2006 (Barry Simon Festschrift), Arxiv.
- Linear Boltzmann equation as the weak coupling limit of the random Schrödinger equation. In: J. Dittrich, P. Exner, M. Tater: Operator Theory. Advances and Applications. vol 108, 1999, pp. 233–242, et Erdős, Yau Comm. Pure Appl. Math. vol 53, 2000, pp. 667–735, Arxiv.
- Magnetic Lieb-Thirring inequalities and stochastic oscillatory integrals. In: M. Demuth, B.-W. Schulze: Operator Theory. Advances and Applications.vol 78, 1995, pp. 127–133.
- avec H.-T. Yau: Universality of local spectral statistics of random matrices. Bulletin AMS, vol 49, 2012, pp. 377–414, Arxiv.
- Universality of Wigner random matrices. Proc. ICMP, Prague 2009, Arxiv.
- Universality of Wigner random matrices: a survey of recent results. Russian Mathematical Surveys, vol 66, 2011, pp. 67–198, Arxiv.
- avec Salmhofer, Yau: Feynman graphs and renormalization in quantum diffusion. In: Quantum theory and beyond. Proceedings of the conference in honor of the 80th birthday of Wolfhart Zimmermann. World Scientific 2011, Arxiv.
- avec Salmhofer, Yau: Towards the quantum Brownian Motion. Lecture Notes in Physics, vol 690, 2006, Arxiv.
- Scaling limits of Schrödinger quantum mechanics. In: Dynamical semigroups. Lecture Notes in Physics, vol 597, Springer Verlag, 2002.
- Lecture Notes on Quantum Brownian Motion. In: Jürg Fröhlich u. a.: Quantum theory from small to large scales. Les Houches 2010, Arxiv.